# Branka (Halže)

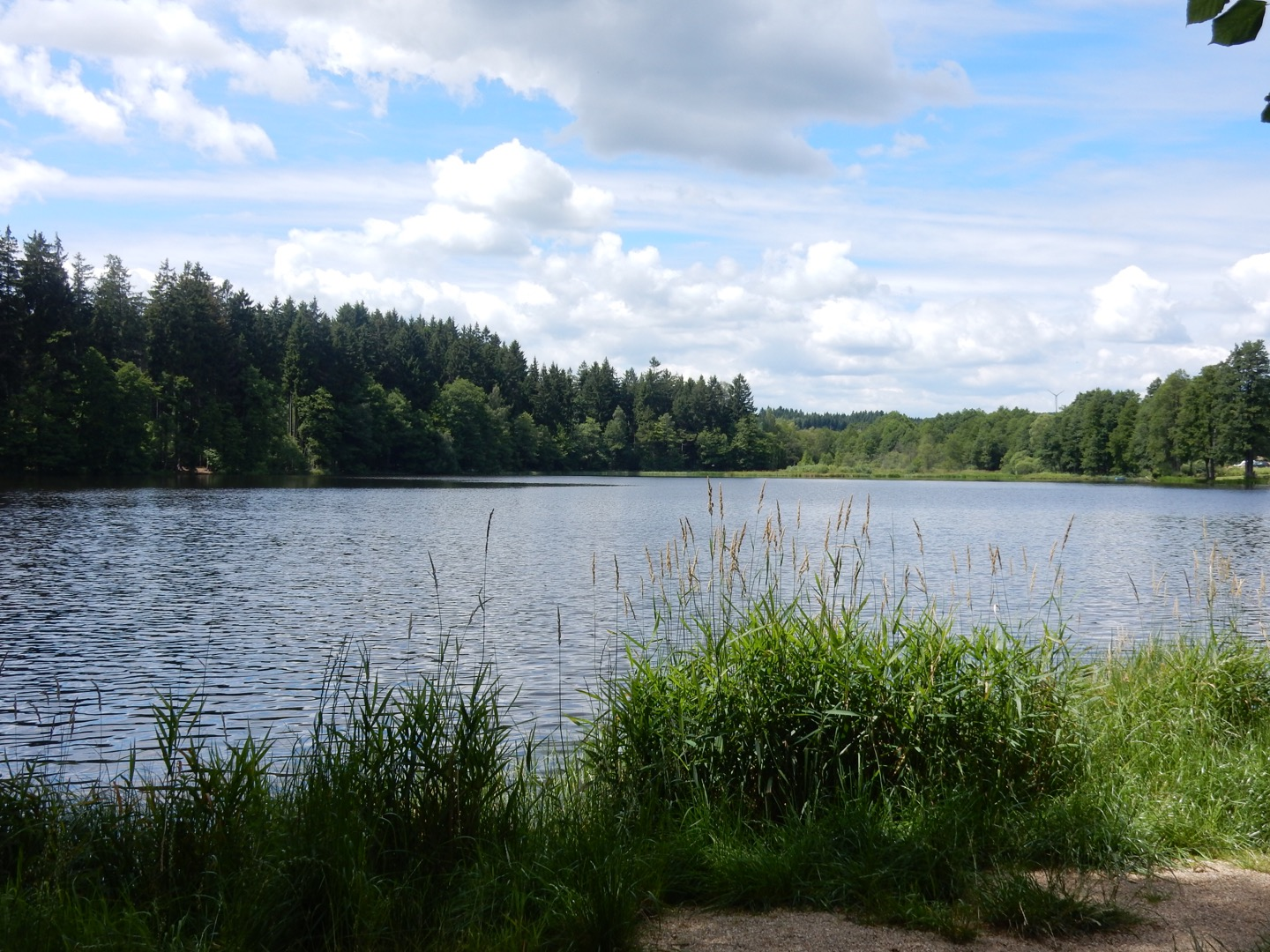
Olšový Rybnik

Branka (do roku 1950 Jalový Dvůr, německy Galtenhof) je malá vesnice, část obce Halže v okrese Tachov v Plzeňském kraji. Nachází se asi čtyři kilometry západně od Halže. Prochází zde silnice II/199. Je zde evidováno 51 adres. V roce 2011 zde trvale žilo 58 obyvatel.
Branka leží v katastrálním území Branka u Tachova o rozloze 10,62 km² a Pavlův Studenec 3 o rozloze 1,16 km².

## Historie
První písemná zmínka o vesnici pochází z roku 1663. Původní název obce zněl Irlweiher podle Olšového rybníka, na jehož břehu stojí. Název Galtenhof, česky Jalový dvůr, získala osada až později, někdy před rokem 1713, kdy zde byl postaven panský dvůr s chlévy pro jalovice. V roce 1713 měla osada pouze devět stálých obyvatel. Důležitým impulzem pro růst vesnice bylo založení zdejší knoflíkárny rodiny Adlerů v roce 1898. Tento podnik využíval Mži, která obcí protéká, jako levnou poháněcí sílu. Sedm let po založení podniku zde pracovalo již 150 dělníků, v roce 1937 bylo dělníků už 220 a o rok později hlásila vesnice 513 trvalých obyvatel. Jalového dvoru se výrazně dotklo (tak jako dalších obcí v Českém lese) odsunutí Němců z Československa po druhé světové válce. Vesnice byla poté přejmenována na Branku.

## Obyvatelstvo
| Rok            | 1869  | 1880 | 1890 | 1900 | 1910 | 1921 | 1930 | 1950 | 1961 | 1970 | 1980 | 1991 | 2001 | 2011 | 2021 |
| -------------- | ----- | ---- | ---- | ---- | ---- | ---- | ---- | ---- | ---- | ---- | ---- | ---- | ---- | ---- | ---- |
| Počet obyvatel | 1 124 | 773  | 757  | 757  | 773  | 769  | 736  | 215  | 79   | 99   | 48   | 42   | 51   | 58   | 61   |
| Počet domů     | 96    | 108  | 118  | 129  | 133  | 137  | 144  | 96   | 96   | 25   | 15   | 18   | 22   | 29   | 35   |

## Obecní správa
Při sčítání lidu v letech 1850–1959 Branka byla samostatnou obcí v okrese Tachov. V letech 1950–1960 byla osadou obce Obora v okrese Tachov. Od roku 1960 je částí obce Halže v okrese Tachov. Poté se Obora opět osamostatnila, ale Branka již zůstala součástí Halže.

## Pamětihodnosti
Z památek se zachovala kaplička na břehu Olšového rybníka a torzo kamenného kříže z roku 1845, který věnoval A. Wiergl.